# Forte do Araçá
O Forte do Araçá localizava-se na ponta do Guaeçá, em São Sebastião, no litoral norte do estado brasileiro de São Paulo.

## História
Este forte foi erguido em 1820 pelo governador militar da Província de São Paulo, major Maximiliano Augusto Penido, artilhado com seis peças. Cruzava fogos com o Forte da Feiticeira na ilha de São Sebastião (SOUZA, 1885:118-119), batendo o sul do canal de São Sebastião. O mesmo autor considera-o arruinado, à época (1885) (op. cit., p. 118).
GARRIDO (1940) grafa o nome desta estrutura como Forte do Araxá (op. cit., p. 131), embora a sua designação correta deva ser considerada como Forte da ponta do Guaeçá.